# Krasîlivka, Tîsmenîțea
Krasîlivka (în ucraineană Красилівка) este un sat în comuna Stari Krîvotulî din raionul Tîsmenîțea, regiunea Ivano-Frankivsk, Ucraina.

## Demografie
Componența lingvistică a localității Krasîlivka
     Ucraineană (99,85%)
     Alte limbi (0,15%)
Conform recensământului din 2001, majoritatea populației localității Krasîlivka era vorbitoare de ucraineană (99,85%), existând în minoritate și vorbitori de alte limbi.